# Исмаилов, Жандос Мырзагалиевич
Исмаилов Жандос (р.26 марта 1996) — казахстанский борец.

## Биография
Родился в 1994 году. В 2017 году стал обладателем серебряной медали Игр исламской солидарности. В 2018 году завоевал бронзовую медаль чемпионата Азии.